# 駐巴西外交機構列表

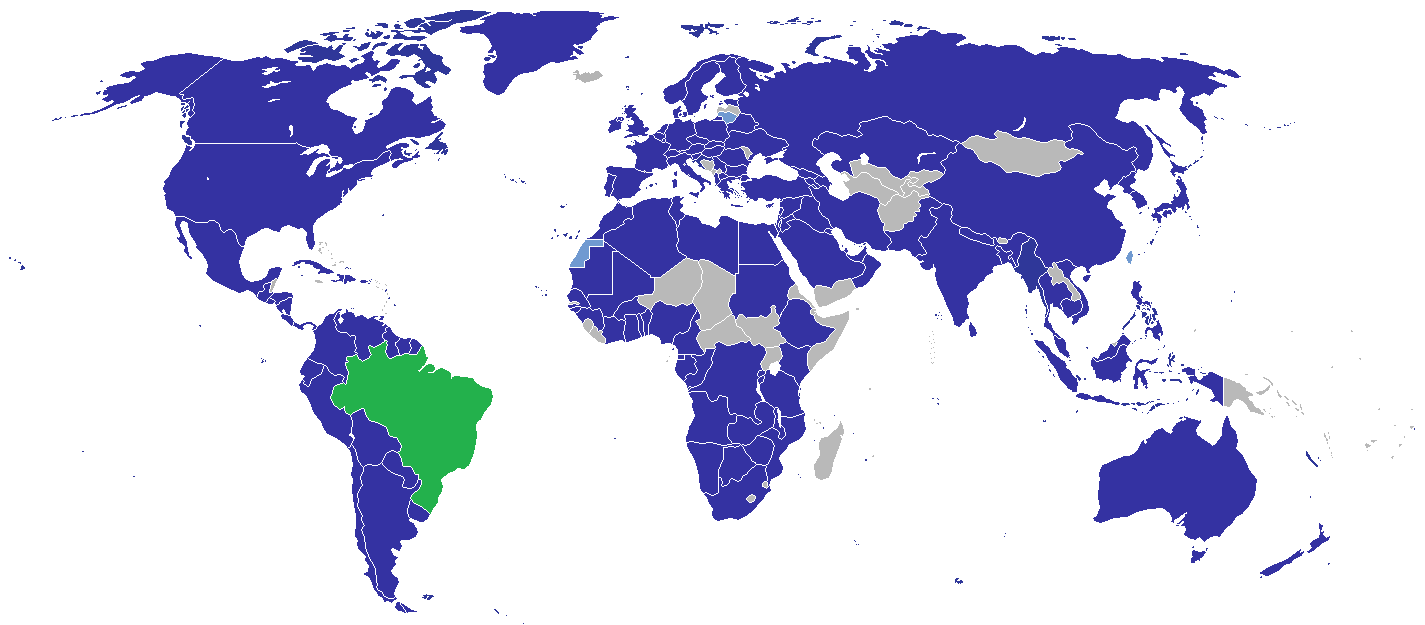
在巴西常设大使馆的国家一览

駐巴西外交機構列表列出了各国驻巴西联邦共和国的使领馆，巴西首都巴西利亚已设有133座大使馆。

## 大使馆
巴西利亚
| - 阿尔巴尼亚 - 阿尔及利亚 - 安哥拉 - 阿根廷 - 亞美尼亞 - 奥地利 - 巴林 - 白俄羅斯 - 比利时 - 玻利维亚 - 保加利亚 - 布吉納法索 - 柬埔寨 - 喀麦隆 - 加拿大 - 智利 - 中国 - 哥伦比亚 - 刚果民主共和国 - 刚果共和国 - 古巴 - 賽普勒斯 - 捷克 - 丹麦 | - 东帝汶 - 埃及 - 薩爾瓦多 - 赤道几内亚 - 衣索比亞 - 芬兰 - 法國 - 加彭 - 德国 - 希腊 - 几内亚 - 海地 - 聖座 - 匈牙利 - 印度 - 印度尼西亞 - 伊朗 - 伊拉克 - 爱尔兰 - 以色列 - 義大利 - 牙买加 - 日本 - 约旦 | - 科威特 - 黎巴嫩 - 利比亞 - 盧森堡 - 马拉维 - 马来西亚 - 毛里塔尼亚 - 墨西哥 - 蒙古国 - 摩洛哥 - 莫桑比克 - 緬甸 - 纳米比亚 - 尼泊尔 - 荷蘭 - 新西兰 - 尼加拉瓜 - 奈及利亞 - 北馬其頓 - 挪威 - 阿曼 - 巴基斯坦 - 巴勒斯坦 - 巴拿马 - 巴拉圭 - 秘魯 - 菲律賓 - 波蘭 - 葡萄牙 - 羅馬尼亞 - 俄羅斯 | - 沙烏地阿拉伯 - 塞内加尔 - 塞爾維亞 - 新加坡 - 斯洛伐克 - 斯洛維尼亞 - 南非 - 馬爾他騎士團 - 西班牙 - 斯里蘭卡 - 苏丹 - 苏里南 - 瑞典 - 瑞士 - 叙利亚 - 坦桑尼亚 - 泰國 - 多哥 - 千里達及托巴哥 - 突尼西亞 - 土耳其 - 乌克兰 - 阿联酋 - 英国 - 美国 - 乌拉圭 - 委內瑞拉 - 越南 - 尚比亞 - 辛巴威 |

## 代表团和准外交代表机构
- 欧盟 (总代表团)
- 撒拉威阿拉伯民主共和國 (代表处)
- 臺灣 (駐巴西臺北經濟文化辦事處)

## 总领事馆/领事馆

### 巴热
- 乌拉圭 (领事馆)

### 贝伦
- 日本
- 葡萄牙 (领事馆)
- 苏里南
- 委內瑞拉

### 贝洛奥里藏特
- 阿根廷
- 義大利 (领事馆) [7]
- 莫桑比克 (领事馆) [8]
- 葡萄牙 (领事馆)
- 乌拉圭
- 英国

### 博阿维斯塔
- 委內瑞拉

### 巴西萊亞
- 玻利维亚 (领事馆)

### 大坎普
- 玻利维亚 (领事馆)
- 巴拉圭 (领事馆)

### 科倫巴
- 玻利维亚 (领事馆)

### 库亚巴
- 玻利维亚

### 库里奇巴
- 阿根廷 (领事馆)
- 義大利
- 日本
- 巴拉圭
- 波蘭
- 葡萄牙 (领事馆)
- 乌克兰 (领事馆)
- 乌拉圭 (领事馆)

### 弗洛里亚诺波利斯
- 阿根廷 (领事馆)
- 乌拉圭

### 福斯-杜伊瓜苏
- 阿根廷 (领事馆)
- 巴拉圭 (领事馆)

### 瓜亞拉米林
- 玻利维亚 (领事馆)

### 瓜伊拉
- 巴拉圭 (领事馆)

### 马瑙斯
- 哥伦比亚
- 日本
- 委內瑞拉

### 巴拉那瓜
- 巴拉圭 (领事馆)

### 佩洛塔斯
- 乌拉圭 (领事馆)

### 蓬塔波朗
- 巴拉圭 (领事馆)

### 阿雷格里港

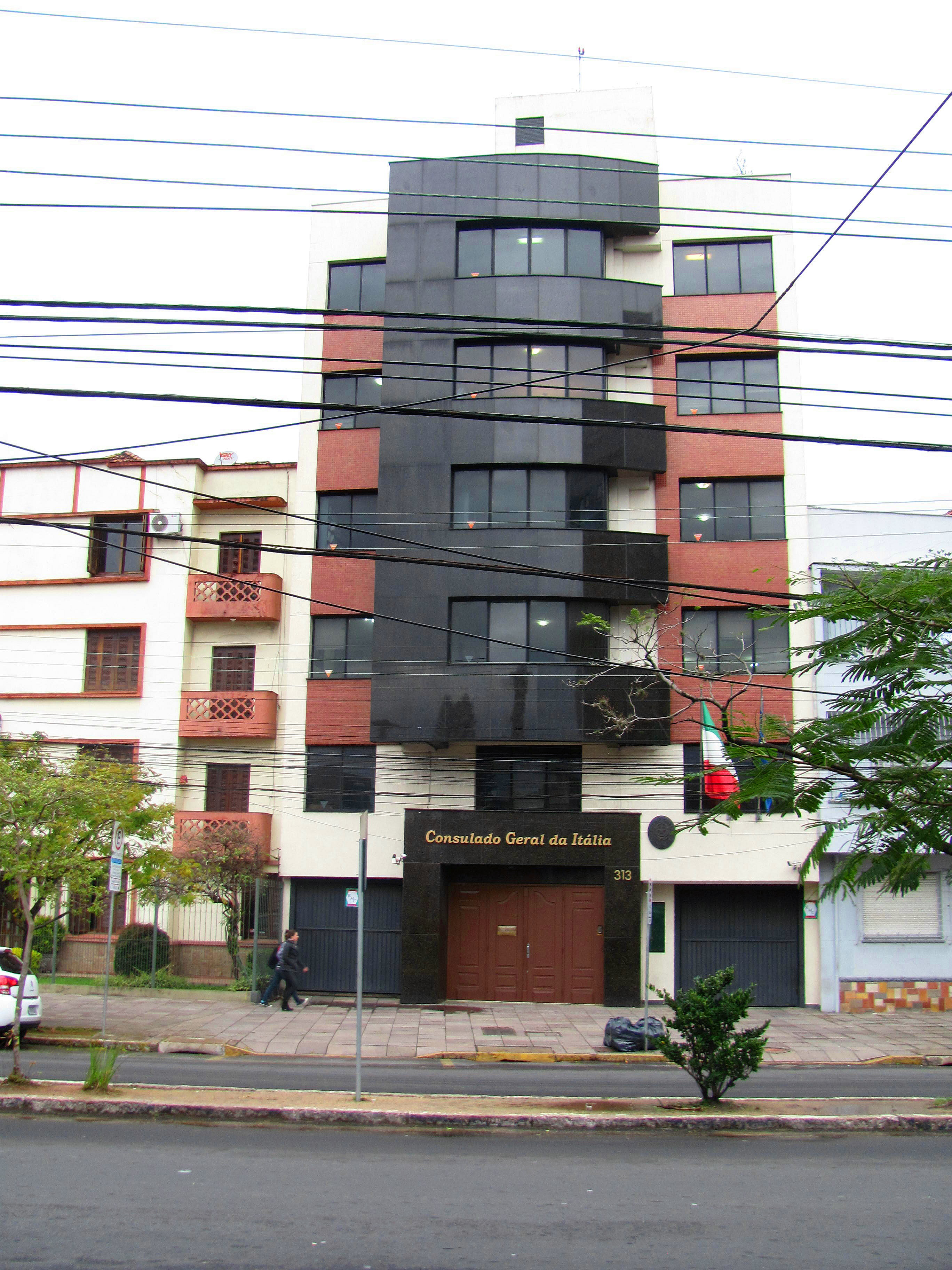
意大利驻阿雷格里港总领事馆

- 阿根廷
- 智利
- 德国
- 義大利
- 日本
- 巴拉圭 (领事馆)
- 葡萄牙 (领事馆)
- 西班牙
- 美国 (领事馆)
- 乌拉圭 (领事馆)

### 累西腓
- 阿根廷
- 中国
- 法國
- 德国
- 義大利 (领事馆)
- 日本
- 葡萄牙 (领事馆)
- 英国
- 美国[9]
- 委內瑞拉

### 里约热内卢
| - 安哥拉 - 阿根廷 - 白俄羅斯 (领事馆) - 比利时 (领事馆) - 玻利维亚 - 加拿大 - 智利 - 中国 - (领事馆) - 埃及 (领事馆) - 法國 - 几内亚 | - 德国 - 希腊 - 義大利 - 日本 - 黎巴嫩 - 墨西哥 - 荷蘭 - 挪威 - 巴拿马 - 巴拉圭 - 秘魯 - 波蘭 | - 葡萄牙 - 羅馬尼亞 - 俄羅斯 - 西班牙 - 瑞士 - 英国 - 美国 - 乌拉圭 - 委內瑞拉 |

### 萨尔瓦多
- 阿根廷 (领事馆)
- 葡萄牙
- 西班牙

### 圣玛利亚
- 乌拉圭 (领事馆)

### 桑托斯
- 巴拿马
- 巴拉圭 (领事馆)
- 葡萄牙 (领事馆)

### 圣保罗
| - 安哥拉 - 阿根廷 - 亞美尼亞 - 奥地利 - 比利时 - 玻利维亚 - 加拿大 - 智利 - 中国 - 哥伦比亚 - 古巴 - 捷克 - 丹麦 - 芬兰 | - 法國 - 德国 - 希腊 - 匈牙利 - 印度 - 爱尔兰 - 以色列 - 義大利 - 日本 - 黎巴嫩 - 立陶宛 - 墨西哥 - 荷蘭 - 新西兰 - 巴拿马 - 巴拉圭 - 秘魯 | - 葡萄牙 - 羅馬尼亞 - 俄羅斯 - 南非 - 西班牙 - 瑞士 - 瑞典 - 叙利亚 - 臺灣 (駐聖保羅臺北經濟文化辦事處) - 土耳其 - 阿联酋 - 乌克兰 - 英国 - 美国 - 乌拉圭 - 委內瑞拉 |

### 塔巴廷加
- 哥伦比亚 (领事馆)

### 乌鲁瓜亚纳
- 阿根廷 (领事馆)

## 非常任大使馆
除非特别说明，其他国家均由驻美国大使馆兼任：
| - 阿富汗 - 安地卡及巴布達 - 巴哈马 (本国常驻) - 不丹 (科威特) - (本国常驻) - (加拿大) - 柬埔寨 - 多米尼克 - 爱沙尼亚 (本国常驻) - 格瑞那達 - 冰島 - (古巴) - 拉脫維亞 - 賴索托 - 利比里亚 - 列支敦斯登 | - 立陶宛 - 馬爾地夫 (常驻联合国代表团兼任) - 马达加斯加 - 馬爾他 - 模里西斯 - 摩尔多瓦 - 蒙特內哥羅 - 尼日尔 - 卢旺达 - 圣基茨和尼维斯 - 圣卢西亚 - 圣马力诺 (本国常驻) - 聖多美和普林西比 - 塞舌尔 - 南蘇丹 - 乌干达 - 葉門 (古巴) |